# Weibel M/1932
Weibel M/1932 — експериментальний ручний кулемет, розроблений данською збройною компанією Dansk Rekyl Riffel Syndikat (пізніше Dansk Industri Syndikat). Перша модель була завершена у 1932 році, а в цілому розробку проєкту було припинено між 1936 і 1939 роками.
Інформації про Weibel M/1932 лишилося дуже мало, але у Данському військовому музеї зберігаються зразки двох різних прототипів. Перший, побудований в 1932 році, має ребристий ствол і великий цілик. Другий (імовірно пізніша модель), має кожух, а його мушка тепер розташована не на дульному зрізі, а далі на стволі. Обидва варіанти мають сошки та коробчаті магазини на 20 патронів. Weibel стріляв експериментальними набоями 7×44 мм.
На той час ці боєприпаси вважалися недостатньо потужними, але сьогодні вони розглядаються як боєприпас середньої потужності, оскільки їх балістичні характеристики, подібні до пізніших проміжних патронів (таких як 7.92×33mm Kurz, 7,62×45 мм та 7,62×39 мм).
Weibel можна розглядати як ранню штурмову гвинтівку через його боєприпаси середнього калібру та можливість змінювати режим вогню. Припускається, що Weibel, міг бути розроблений як потенційне доповнення до кулемету Мадсена або як його заміна.